# Hammersmith Odeon London '75
Hammersmith Odeon London '75 je koncertni video i četvrti live album Brucea Springsteena i E Street Banda, objavljen 2006. To je cjelokupna snimka njihova nastupa od 18. studenog 1975. u Hammersmith Odeonu u Londonu tijekom Born to Run turneja. Prvo je 14. studenog 2005. objavljen na DVD-u kao dio paketa Born to Run 30th Anniversary Edition, a 28. veljače 2006. je objavljen na CD-u.
Koncert je bio dio promocije Columbia Recordsa da se Springsteen promovira u Ujedinjenom Kraljevstvu i Europi nakon uspjeha s albumom Born to Run u Sjedinjenim Državama. Springsteen je bio iživciran pustim promocijama pa je bijesno reagirao skidanjem promotivnih postera, rekavši "London je konačno spreman za Brucea Springsteena i E Street Band."
Ova izvedba označila je europski koncertni debi za Springsteena i E Street Banda, nakon čega su održali mini-turneju po Stockholmu i Amsterdamu. Održan je i drugi koncert u Hammersmith Odeonu 24. studenog zbog velike potražnje za ulaznicama za prvi koncert.
Album je 18. ožujka 2006. debitirao na Billboard 200 ljestvici na 93. mjestu s oko 12 tisuća prodanih primjeraka. Proveo je dva tjedna na ljestvicama.

## Popis pjesama

### Disk 1
1. "Thunder Road"
2. "Tenth Avenue Freeze-Out"
3. "Spirit in the Night"
  - Sadrži dio "The Moon Was Yellow (And The Night Was Young)" Freda Alherta i Edgara Leslieja
4. "Lost in the Flood"
5. "Mona/She's the One"
6. "Born to Run"
7. "The E Street Shuffle/Havin' A Party"
  - Sadrži dio "Having A Party" Sama Cookea
8. "It's Hard to Be a Saint in the City"
9. "Backstreets"

### Disk 2
1. "Kitty's Back"
  - Sadrži dio "Moondance" Van Morrisona
2. "Jungleland"
3. "Rosalita (Come Out Tonight)"
  - Sadrži dio "Come A Little Bit Closer" Tommyja Boycea, Bobbyja Harta i Wesa Ferrella i "Theme From Shaft" Isaaca Hayesa
4. "4th of July, Asbury Park (Sandy)"
5. "Detroit Medley"
  - Sastoji se od: "Devil With A Blue Dress On" Williama Stevensona i Fredericka Langa i "Jenny Take a Ride" Boba Crewea, Enotrisa Johnsona i Richarda Pennimana i "Good Golly, Miss Molly" Roberta Blackwella, Johna Marascalcoa koju su snimili Little Richard i "C.C. Rider"
6. "For You"
7. "Quarter to Three/Closing Credits"
  - Originalno snimio Gary U.S. Bonds

Sve pjesme napisao je Bruce Springsteen osim drugačije označenih.